# Emmanuel Broutin
Pour les articles homonymes, voir Broutin.

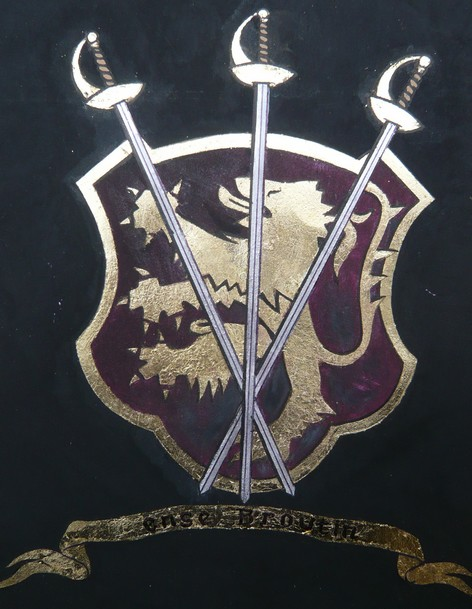
Blason d'Emmanuel Broutin

Emmanuel Broutin (Somain, 9 novembre 1826 - Saint-Sébastien, 1883) est un maître d'armes français, sergent de l'armée impériale, émigré en Espagne,  où il a continué sa carrière au service de la reine Isabelle II avant de diriger une salle d'armes fréquentée par le tout-Madrid.

## Biographie
Emmanuel Broutin (dit Manuel Jose) est né à Somain dans le département du Nord, en 1826. Fils de cordier, il s’engagea dans l’armée en 1847. Il rencontra à Montpellier, au gré des garnisons de son régiment, le 3e génie, le mythique maître d’armes Jean-Louis Michel (1785-1865) qui a été la plus grande figure de l’escrime au XIXe siècle. 
En raison d’un duel et de la personnalité de son adversaire familier de la cour de l’Empereur Napoléon III, il a dû quitter l’armée, au grade de sergent, en fin 1863 avec, néanmoins, un certificat de bonne conduite.
Eu égard à ses amitiés dans la communauté espagnole de Paris, il a choisi l’Espagne comme terre d’exil. À Madrid, il est entré au service de la reine Isabelle II pendant la fin de son règne, entre 1863 et 1868, et est devenu le maître d’armes du futur roi Alphonse XII, fils d’Isabelle II, qui régna à partir de 1874. Emmanuel Broutin a réorganisé également la cavalerie royale du Palais d’Orient avant d’ouvrir sa salle d’armes à Madrid.
À 31 ans, il avait épousé à Paris, Marie-Louise Pasquier, couturière dont il a eu onze enfants. Deux de ses fils, Claude Léon (1859-1926)  et Achille (1860-1918), ont suivi la vocation paternelle avec autant de succès. Le second reprit la  collection d'armes anciennes commencée par son père.
En janvier 1883, à la demande de ses nombreux élèves et de la Cour, il crée une succursale de sa salle madrilène au Club de Régates, de Courses et d'Escrime de Saint-Sébastien, sous la Direction du français  M. Branger, ancien prévôt du 3e régiment du Génie.
Emmanuel Broutin est mort à Saint-Sébastien dans le Pays basque en 1883.